# Yuki Fushimi
Yuki Fushimi (伏見 有希 Fushimi Yuki?) es una exfutbolista japonesa que jugaba como defensa.
En 1994, Fushimi jugó 1 veces para la selección femenina de fútbol de Japón.

## Trayectoria

### Clubes
| Club                          | País  | Año  |
| ----------------------------- | ----- | ---- |
| Nikko Securities Dream Ladies | Japón | ???? |

### Selección nacional
| Selección | País  | Año  |
| --------- | ----- | ---- |
| Absoluta  | Japón | 1994 |

## Estadística de equipo nacional
| Selección femenina de fútbol de Japón | Selección femenina de fútbol de Japón | Selección femenina de fútbol de Japón |
| Año                                   | Partidos                              | Goles                                 |
| ------------------------------------- | ------------------------------------- | ------------------------------------- |
| 1994                                  | 1                                     | 0                                     |
| Total                                 | 1                                     | 0                                     |